# Porta del Popolo

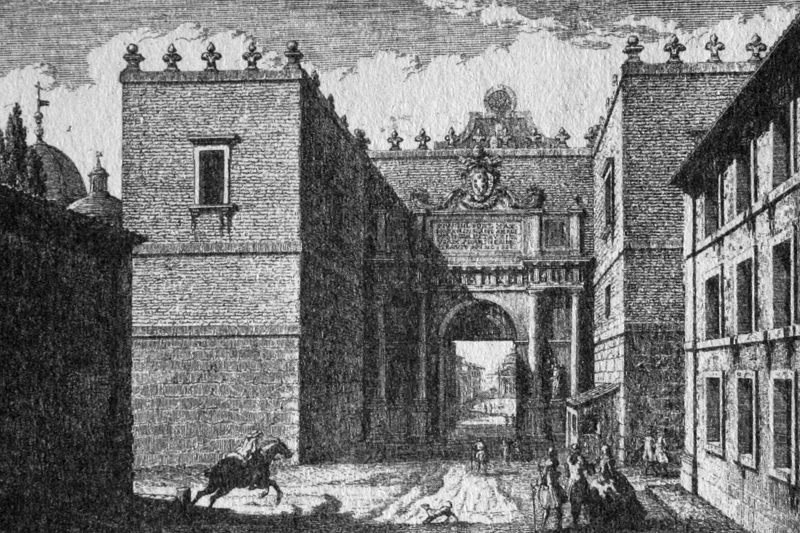
Incisione di Giuseppe Vasi.

La porta del Popolo, o porta Flaminia, è una porta cittadina delle Mura aureliane di Roma che segna il confine tra piazza del Popolo e piazzale Flaminio.
(Johann Wolfgang von Goethe, 1º novembre 1786)

## Storia e urbanistica
Il nome originario era Porta Flaminia perché da qui usciva, ed esce tuttora, la via consolare Flaminia che anticamente aveva inizio molto più a sud, dalla porta Fontinalis, nei pressi dell'Ara Coeli. Nel X secolo ebbe il nome di San Valentino dalla basilica e catacombe omonime, situate all'inizio dell'attuale viale Maresciallo Pilsudski.
L'origine del nome della porta e della relativa piazza su cui si apre non è ben chiara: si supponeva che potesse derivare dai numerosi pioppi che ricoprivano l'area, ma è più probabile che il toponimo sia legato alle origini della chiesa di Santa Maria del Popolo, che fu eretta nel 1099 da papa Pasquale II appunto con una sottoscrizione più o meno volontaria del popolo romano.
Data l'importanza rivestita dalla via Flaminia, fin dai primi tempi della sua esistenza ebbe il ruolo prevalente di smistamento del traffico cittadino piuttosto che un utilizzo difensivo. Questo portò alla supposizione, peraltro dubbia, che fosse stata inizialmente costruita con due fornici (con le due torri cilindriche laterali), e che solo in epoca medievale, venute meno le esigenze di traffico anche per il crollo demografico, fosse stata riportata ad una singola arcata. All'epoca di papa Sisto IV la porta si presentava semi-interrata e vittima di una secolare incuria, danneggiata dal tempo e dalle violenze di assedi medievali; il superficiale restauro si limitò ad un parziale puntellamento e rafforzamento della struttura. Fu anche affiancata da due torri difensive.
La porta si trova ancora oggi un metro e mezzo circa al di sopra del livello antico. I detriti trasportati dal fiume nelle sue saltuarie inondazioni ed il lento e costante sfaldamento della collina del Pincio avevano rialzato il terreno circostante, rendendo non più procrastinabile la sopraelevazione dell'intera porta, necessità che già era stata avvertita (ma ignorata) al tempo della ristrutturazione operata all'inizio del V secolo dall'imperatore Onorio.
L'aspetto attuale è pertanto frutto di una ricostruzione cinquecentesca, resa anche necessaria dalla rinnovata importanza che, in quell'epoca, la porta aveva di nuovo assunto, dal punto di vista del traffico urbano proveniente dal nord. La facciata esterna fu commissionata da papa Pio IV a Michelangelo, che però trasferì l'incarico a Nanni di Baccio Bigio, il quale realizzò l'opera tra il 1562 e il 1565 ispirandosi all'arco di Tito, mentre la facciata, sempre su disegni di Michelangelo, fu realizzata da Jacopo Barozzi da Vignola. Le quattro colonne della facciata provengono dall'antica basilica di San Pietro in Vaticano e inquadravano l'unico grande fornice, sovrastato dalla lapide commemorativa del restauro e dallo stemma papale sorretto da due cornucopie; le originali torri a base circolare vennero sostituite da due possenti torri di guardia quadrate e tutto l'edificio venne sormontato da eleganti merlature. Nel 1638 tra le due coppie di colonne vennero inserite le due statue degli apostoli Pietro e Paolo, opera di Francesco Mochi, che erano state rifiutate dalla Basilica di San Paolo fuori le mura (e restituite allo scultore, senza pagarlo).
L'iscrizione sulla lapide centrale, fatta apporre a ricordo del restauro di Pio IV, recita:
PIVS IIII PONT MAX

PORTAM IN HANC AMPLI

TVDINEM EXTVLIT

VIAM FLAMINIAM

La facciata interna fu invece realizzata da Gian Lorenzo Bernini per il papa Alessandro VII e venne eseguita in occasione dell'arrivo a Roma, il 23 dicembre 1655, della regina abdicataria Cristina di Svezia, come ricorda l'iscrizione «Felici favsto[qve] ingressvi anno Dom[ini] MDCLV» (per un ingresso felice e fausto, nell'anno del Signore 1655), scolpita sull'attico della facciata interna per volontà dello stesso papa, del quale venne anche apposto lo stemma di famiglia (il monte di sei pezzi sormontato dalla stella a otto raggi, emblema dei Chigi). Il posizionamento dell'iscrizione, e il testo stesso alquanto scarno, è comunque abbastanza singolare: sulla facciata interna della porta anziché, come sembrerebbe più logico, su quella esterna dove sarebbe stata visibile da chi entrava in città; si direbbe, argomenta Cesare D'Onofrio, che il papa volesse in qualche modo tenere le distanze dall'invadenza e dalla straripante personalità della neo-convertita ex-sovrana, con tutte le complicazioni diplomatiche connesse. La visita fu comunque un avvenimento memorabile per il popolo di Roma, sia per la profusione di sfarzo e lusso, sia per il disappunto arrecato a commercianti ed ambulanti che furono costretti a sospendere per alcuni giorni le loro attività, per consentire la pulizia e mantenere il decoro lungo tutto il percorso del corteo da porta del Popolo a San Pietro.
Altri cortei spettacolari erano comunque passati sotto la porta: il più grandioso fu quello dell'esercito francese di Carlo VIII, che il 31 dicembre del 1494 sfilò per ben sei ore fornendo una rara dimostrazione di potenza militare; ma anche i cortei di cardinali che, papa in testa, si recavano a cavallo in concistoro, suscitavano l'entusiastica e rispettosa ammirazione del popolo di Roma.
Per far fronte alle maggiori esigenze del traffico cittadino, nel 1887 furono aperti i due fornici laterali, per la cui realizzazione già nel 1879 si era reso necessario demolire le torri di Sisto IV che fiancheggiavano la porta. In occasione di quei lavori (costati 300 000 lire) vennero alla luce resti particolarmente importanti per la ricostruzione storica della porta, relativi all'antica struttura di epoca aureliana ed alle torri cilindriche. Emerse anche la sepoltura di Publio Elio Gutta Calpurniano, un auriga romano del II secolo d.C.; i resti del monumento furono salvati e, nel 1925, ri-assemblati a ridosso di Palazzo Caffarelli al Campidoglio.
A testimonianza dei lavori di fine '800 vennero puntualmente apposte due lapidi, sulla facciata esterna, sui lati di quella di Pio IV; l'iscrizione di sinistra ricorda il primo intervento:
ANNO MDCCCLXXIX

RESTITVTAE LIBERTATIS X

TVRRIBVS VTRINQVE DELETIS

L'altra testimonia del secondo intervento:
S P Q R

VRBE ITALIAE VINDICATA

INCOLIS FELICITER AVCTIS

Nei pressi della porta venne rinvenuta una delle “pietre daziarie”, sistemate nel 175 e scoperte in tempi differenti nelle vicinanze di alcune porte importanti (ne sono state trovate solo altre due,  vicino alla Salaria ed all'Asinaria; erano poste ad individuare una sorta di confine amministrativo, dove si trovavano gli “uffici di dogana”. Ma se questi uffici provvedevano alla riscossione delle tasse sulle merci in entrata e in uscita dalla città, in epoca medievale vennero adibiti anche alla riscossione del pedaggio per il transito dalle porte, alcune delle quali erano addirittura di proprietà di qualche ricco possidente o appaltatore. Le prime testimonianze di questa istituzione, che rimase in vigore almeno fino all'inizio del XV secolo, risalgono già al V secolo. Ma è del IX secolo (quando i pontefici, in pieno contrasto col Comune di Roma, avevano ormai il controllo amministrativo sulle gabelle di quasi tutte le porte) una testimonianza secondo la quale il papa Sergio II concesse i proventi del pedaggio della Porta Flaminia al monastero di S. Silvestro in Capite.